# Louis Carbon
Louis André Adrien Carbon (Oostende, 4 maart 1817 - Brussel, 12 maart 1887) was een Belgisch volksvertegenwoordiger.

## Levensloop
Carbon was een zoon van de scheepskapitein André Carbon en van Thérèse Drijvoet. Hij trouwde met Zoé Goddyn. Ze waren de ouders van Paul en Jules Carbon.
Hij was de boekhouder van de staatspakketboten tussen Dover en Oostende. Daarnaast was hij reder en handelaar.
In 1867 werd hij verkozen tot gemeenteraadslid van Oostende en bleef dit tot in 1875.
Bij de verkiezingen van juni 1884 versloeg hij de liberaal Charles Janssens en werd hij katholiek volksvertegenwoordiger voor het arrondissement Oostende. Hij bleef dit mandaat uitoefenen tot in 1887.
Hij was ook nog:
- 1860-1884: lid van de bestuursraad van de Zeevaartschool in Oostende,
- 1860-1875: lid van de Kamer van Koophandel Oostende,
- 1880-1885: ondervoorzitter van de Association commerciale, maritime, industrielle et agricole van Oostende.